# World Grand Prix (snooker)
De World Grand Prix is een professioneel snookertoernooi. Het werd voor het eerst gehouden in het voorjaar van 2015. Vanaf 2016 is het een van de rankingtoernooien. De eerste editie werd gewonnen door Judd Trump.

Voor dit toernooi worden uitgenodigd de top 32 in rankingpunten van dat seizoen tot aan dit toernooi. De nummer 1 van de plaatsingslijst speelt in de eerste ronde tegen de nummer 32, de nummer 2 tegen 
31, enz..

## Winnaars
| Jaar                           | Winnaar                        | Verliezend finalist            | Score                          | Seizoen                        |
| World Grand Prix (non-ranking) | World Grand Prix (non-ranking) | World Grand Prix (non-ranking) | World Grand Prix (non-ranking) | World Grand Prix (non-ranking) |
| ------------------------------ | ------------------------------ | ------------------------------ | ------------------------------ | ------------------------------ |
| 2015                           | Judd Trump                     | Ronnie O'Sullivan              | 10-7                           | 2014/2015                      |
| World Grand Prix (ranking)     |                                |                                |                                |                                |
| 2016                           | Shaun Murphy                   | Stuart Bingham                 | 10-9                           | 2015/2016                      |
| 2017                           | Barry Hawkins                  | Ryan Day                       | 10-7                           | 2016/2017                      |
| 2018                           | Ronnie O'Sullivan              | Ding Junhui                    | 10-3                           | 2017/2018                      |
| 2019                           | Judd Trump                     | Ali Carter                     | 10-6                           | 2018/2019                      |
| 2020a                          | Neil Robertson                 | Graeme Dott                    | 10-8                           | 2019/2020                      |
| 2020b                          | Judd Trump                     | Jack Lisowski                  | 10-7                           | 2020/2021                      |
| 2021                           | Ronnie O'Sullivan              | Neil Robertson                 | 10-8                           | 2021/2022                      |
| 2023                           | Mark Allen                     | Judd Trump                     | 10-9                           | 2022/2023                      |
| 2024                           | Ronnie O'Sullivan              | Judd Trump                     | 10-7                           | 2023/2024                      |
| 2025                           | Neil Robertson                 | Stuart Bingham                 | 10-0                           | 2024/2025                      |